# Contea di Luoshan
La contea di Luoshan (罗山县S, Luóshān XiànP) è una contea della Cina, situata nella provincia di Henan e amministrata dalla prefettura di Xinyang.